# Cameron (Arizona)
 For alternative betydninger, se Cameron. (Se også artikler, som begynder med Cameron)
Cameron er en by i Coconino County i staten Arizona, USA.  Byen havde 885 indbyggere ved folketællingen i 2010.
Byen ligger i Navajo-Reservatet. Byen ligger i 1.285 meters højde over havet, lige syd for Little Colorado River, ikke så langt fra en af indgangene til Grand Canyon nationalparken. 
Ved folketællingen i 2000, udgjorde oprindelige amerikanere 94,7% af byens befolkning. 1,7% var hvide og ca 0,1 % afroamerikanere. 
Byen ligger ved U.S. Highway 89 og lige på kanten af Painted Desert ørkenen.
35°51′19″N 111°25′17″V / 35.85528°N 111.42139°V